# Dream (John Littlejohn)
| Recensione | Giudizio |
| ---------- | -------- |
| AllMusic   | [ 1 ]    |

Dream è un album discografico Live di John Littlejohn (a nome John Little John), pubblicato dall'etichetta discografica francese MCM Records nel 1977.

## Tracce
Lato A
1. Rob and Steal – 3:37 (John Little John)
2. Five Long Years – 3:23 (Eddie Boyd)
3. Reconsider Baby – 3:37 (Lowell Fulson)
4. Twelve Years Old Boy – 5:56 (Elmore James)
5. Kiddeo – 2:40 (John Little John)

Lato B
1. Dream – 7:10 (John Little John)
2. That's All Right – 7:16 (Jimmy Rogers)
3. I Can't Stay Here – 5:09 (Andrew Blueblood McMahon)

Edizione CD del 1995, pubblicato dalla Storyville Records (STCD 8034)
1. Rob and Steal – 3:37 (John Little John)
2. Five Long Years – 3:23 (Eddie Boyd)
3. Reconsider Baby – 3:37 (Lowell Fulson)
4. Twelve Years Old Boy – 5:56 (Elmore James)
5. Kiddeo – 2:40 (John Little John)
6. Dream – 7:10 (John Little John)
7. That's All Right – 7:16 (Jimmy Rogers)
8. I Can't Stay Here – 5:09 (Andrew Blueblood McMahon)
9. Bobby's Rock – 3:46 (Elmore James)
10. Dust My Broom – 4:35 (Elmore James)
11. Twenty Nine Ways – 6:15 (Willie Dixon)
12. I Don't Know Why I Love You – 2:34 (John Little John)
13. I Play the Blues for You – 3:58 (Albert King)
14. Maybe I Don't Know – 2:47 (Autore ignoto)

## Musicisti
- John Little John - voce, chitarra
- Larry Burton - chitarra
- Aaron Burton - basso (eccetto brano: I Can't Stay Here)
- Aaron Burton - voce (brani: I Play the Blues for You e Maybe I Don't Know)
- Andrew Blueblood McMahon - basso (solo nel brano: I Can't Stay Here)
- Candy Utah - batteria

Note aggiuntive
- Luc Nicholas Morgantini e Marcelle Morgantini - produttori
- Registrato dal vivo l'8 novembre 1976 al Ma Bea's Lounge di Chicago (Illinois)
- Luc Nicholas Morgantini e Marcelle Morgantini - registrazioni
- Luc Nicholas Morgantini - fotografie
- Gérard Salle - fotografie
- Gwen Persiany - note sull'album (inglese)
- Marcelle Morgantini - note sull'album (francese)[2][3]